# Изи Кредит
„Изи Кредит“ е основната търговска марка на „Изи Асет Мениджмънт“ АД, българско финансово предприятие със седалище в София.
Предприятието е основано през 2005 година от Неделчо Спасов и Станимир Василев, които към 2023 година продължават да го контролират. Специализира се в предоставянето на малки потребителски кредити, насочени към клиенти с ниски и средни доходи, които не разполагат с обезпечение. Към 2021 година „Изи Кредит“ има над 200 офиса с около 1500 служители в България, както и подразделения в Украйна, Румъния, Полша, Северна Македония, Албания и Хърватия. По това време то има приходи от 214 милиона лева и печалба след облагане от 24,1 милиона лева.